# MTV de Bolso
MTV de Bolso foi uma faixa de clipes exibida pela MTV Brasil, estreou em 20 de março de 2006 e o programa permitia através de um SMS pelo celular que o telespectador interagisse com o clipe, foi a primeira faixa musical no quesito interatividade, em 3 de agosto de 2008 a faixa de clipes foi exibida pela última vez, e no dia seguinte, foi encerrada e substituída pelo MTV Lab, com o mesmo formato, porém, sem a opção interativa. Em 11 de dezembro de 2008, retorna, agora aos sábados pela MTV da Viacom, com o nome Ligou e Musicou, das 19:00 às 20:45.